# Vinni-Puch
Vinni-Puch (in russo Винни-Пух? ) è un cortometraggio animato sovietico del 1969 ispirato al personaggio di Winnie the Pooh. Negli anni successivi furono realizzati dallo studio di animazione Sojuzmul'tfil'm altri due episodi (Vinni-Puch idët v gosti e Vinni-Puch i den' zabot).